# John Attfield
John Attfield (* 28. August 1835 in Whetstone; † 18. März 1911 in Ashlands, Watford) war ein englischer Chemiker. 
Ab 1850 war er Pharmazeut und 1854 wurde er Demonstrator für praktische Chemie am St. Bartholomew Hospital in London. 1862 promovierte in Tübingen zum Dr. phil. und wurde im gleichen Jahr Professor für praktische Chemie und Direktor der pharmaceutical Society of Great Britain in London. 
Er war Korrespondierendes Mitglied der Pariser Akademie der Wissenschaften und Mitglied der Chemical Society. Er war ferner Mitbegründer der Pharmaceutical Conference und von 1863 bis 1880 deren Ehrensekretär. 